# European Film Awards per la miglior attrice
L'European Film Award per la miglior attrice viene assegnato alla miglior attrice dell'anno dalla European Film Academy.
Quattro attrici si sono aggiudicate due volte il riconoscimento: la spagnola Carmen Maura, la britannica Charlotte Rampling e le francesi Juliette Binoche e Isabelle Huppert (quest'ultima ha condiviso la sua seconda vittoria, nel 2002, con le altre sette attrici del film 8 donne e un mistero).Penélope Cruz è l'attrice che ha ricevuto il maggior numero di candidature (cinque).

## Vincitrici e candidate
L'elenco mostra la vincitrice di ogni anno, seguita dalle attrici che hanno ricevuto una candidatura.

### Anni 1980
- 1988
  -  Carmen Maura – Donne sull'orlo di una crisi di nervi (Mujeres al borde de un ataque de nervios)
  -  Tinna Gunnlaugsdóttir – Í skugga hrafnsins
  -  Ornella Muti – Codice privato
  -  Carol Scanlan – Reefer and the Model
- 1989
  -  Ruth Sheen – Belle speranze (High Hopes)
  -  Sabine Azéma – La vita e niente altro (La Vie et rien d'autre)
  -  Snežana Bogdanović – Kuduz
  -  Corinna Harfouch – Treffen in Travers
  -  Natal'ja Negoda – La piccola Vera (Malen'kaja Vera)

### Anni 1990
- 1990
  -  Carmen Maura – ¡Ay, Carmela!
  -  Anne Brochet – Cyrano de Bergerac
  -  Krystyna Janda – Przesłuchanie
- 1991
  -  Clotilde Courau – Le Petit Criminel
  -  Sigríður Hagalín – Figli della natura (Börn náttúrunnar)
  -  Julie Delpy – Passioni violente (Homo Faber)
- 1992
  -  Juliette Binoche – Gli amanti del Pont-Neuf (Les Amants du Pont-Neuf)
  -  Barbara Sukowa – Europa
  -  Johanna ter Steege – Dolce Emma, cara Bobe (Édes Emma, drága Böbe - vázlatok, aktok)
- 1993
  -  Maia Morgenstern – La bilancia (Balanta)
  -  Carla Gravina – Il lungo silenzio
  -  Tilda Swinton – Orlando
- 1996
  -  Emily Watson – Le onde del destino (Breaking the Waves)
- 1997
  -  Juliette Binoche – Il paziente inglese (The English Patient)
  -  Katrin Cartlidge – Ragazze (Career Girls)
  -  Brigitte Roüan – Post coïtum animal triste
  -  Emma Thompson – L'ospite d'inverno (The Winter Guest)
- 1998
  -  Élodie Bouchez – La vita sognata degli angeli (La Vie rêvée des anges)
  -  Natacha Régnier – La vita sognata degli angeli (La Vie rêvée des anges)
  -  Annet Malherbe – Il piccolo Tony (Kleine Teun)
  -  Dinara Drukarova – Pro urodov i ljudej
- 1999
  -  Cecilia Roth – Tutto su mia madre (Todo sobre mi madre)
  -  Iben Hjejle – Mifune - Dogma 3 (Mifunes sidste sang)
  -  Penélope Cruz – La niña dei tuoi sogni (La niña de tus ojos)
  -  Émilie Dequenne – Rosetta
  -  Nathalie Baye – Una relazione privata (Une liaison pornographique)

### Anni 2000
- 2000
  -  Björk – Dancer in the Dark
  -  Bibiana Beglau – Il silenzio dopo lo sparo (Die Stille nach dem Schuß)
  -  Lena Endre – L'infedele (Trolösa)
  -  Sylvie Testud – La Captive
  -  Julie Walters – Billy Elliot
- 2001
  -  Isabelle Huppert – La pianista (La Pianiste)
  -  Ariane Ascaride – La ville est tranquille
  -  Laura Morante – La stanza del figlio
  -  Charlotte Rampling – Sotto la sabbia (Sous le sable)
  -  Stefania Sandrelli – L'ultimo bacio
  -  Audrey Tautou – Il favoloso mondo di Amélie (Le Fabuleux Destin d'Amélie Poulain)
- 2002
  -  Catherine Deneuve, Isabelle Huppert, Emmanuelle Béart, Fanny Ardant, Virginie Ledoyen, Danielle Darrieux, Ludivine Sagnier e Firmine Richard – 8 donne e un mistero (8 Femmes)
  -  Oksana Akin'šina – Lilja 4-ever
  -  Emmanuelle Devos – Sulle mie labbra (Sur mes lèvres)
  -  Martina Gedeck – Ricette d'amore (Bella Martha)
  -  Kati Outinen – L'uomo senza passato (Mies vailla menneisyyttä)
  -  Laura Morante – Un viaggio chiamato amore
  -  Samantha Morton – Morvern Callar
- 2003
  -  Charlotte Rampling - Swimming Pool
  -  Diana Dumbrava – Maria
  -  Helen Mirren – Calendar Girls
  -  Anne Reid – The Mother
  -  Katja Riemann – Rosenstrasse
  -  Katrin Sass – Good Bye, Lenin!
- 2004
  -  Imelda Staunton – Il segreto di Vera Drake (Vera Drake)
  -  Sarah Adler – Notre Musique
  -  Valeria Bruni Tedeschi – CinquePerDue - Frammenti di vita amorosa (5x2 - Cinq fois deux)
  -  Penélope Cruz – Non ti muovere
  -  Sibel Kekilli – La sposa turca (Gegen die Wand)
  -  Asi Levi – Avanim
- 2005
  -  Julia Jentsch – La Rosa Bianca - Sophie Scholl (Sophie Scholl - Die letzten Tage)
  -  Juliette Binoche – Niente da nascondere (Caché)
  -  Sandra Ceccarelli – La vita che vorrei
  -  Connie Nielsen – Non desiderare la donna d'altri (Brødre)
  -  Natalie Press – My Summer of Love
  -  Audrey Tautou – Una lunga domenica di passioni (Un long dimanche de fiançailles)
- 2006
  -  Penélope Cruz – Volver
  -  Nathalie Baye – Le Petit Lieutenant
  -  Martina Gedeck – Le vite degli altri (Das Leben der Anderen)
  -  Sandra Hüller – Requiem
  -  Mirjana Karanović – Il segreto di Esma (Grbavica)
  -  Sarah Polley – La vita segreta delle parole (La vida secreta de las palabras)
- 2007
  -  Helen Mirren – The Queen - La regina (The Queen)
  -  Marion Cotillard – La Vie en rose (La Môme)
  -  Marianne Faithfull – Irina Palm - Il talento di una donna inglese (Irina Palm)
  -  Anamaria Marinca – 4 mesi, 3 settimane, 2 giorni (4 luni, 3 saptamâni si 2 zile)
  -  Ksenija Rappoport – La sconosciuta
  -  Carice van Houten – Black Book (Zwartboek)
- 2008
  -  Kristin Scott Thomas – Ti amerò sempre (Il y a longtemps que je t'aime)
  -  Hiam Abbass – Il giardino di limoni - Lemon Tree (Etz Limon)
  -  Arta Dobroshi – Il matrimonio di Lorna (Le Silence de Lorna)
  -  Sally Hawkins – La felicità porta fortuna - Happy Go Lucky (Happy-Go-Lucky)
  -  Belén Rueda – The Orphanage (El orfanato)
  -  Ursula Werner – Settimo cielo (Wolke 9)
- 2009
  -  Kate Winslet – The Reader - A voce alta (The Reader)
  -  Penélope Cruz – Gli abbracci spezzati (Los abrazos rotos)
  -  Charlotte Gainsbourg – Antichrist
  -  Katie Jarvis – Fish Tank
  -  Yolande Moreau – Séraphine
  -  Noomi Rapace – Uomini che odiano le donne (Män som hatar kvinnor)

### Anni 2010
- 2010
  -  Sylvie Testud – Lourdes
  -  Zrinka Cvitešić – Il sentiero (Na putu)
  -  Sibel Kekilli – Die Fremde
  -  Lesley Manville – Another Year
  -  Lotte Verbeek – Nothing Personal
- 2011
  -  Tilda Swinton – ...e ora parliamo di Kevin (We Need To Talk About Kevin)
  -  Cécile de France – Il ragazzo con la bicicletta (Le Gamin au vélo)
  -  Kirsten Dunst – Melancholia
  -  Charlotte Gainsbourg – Melancholia
  -  Nadežda Markina – Elena
- 2012
  -  Emmanuelle Riva – Amour
  -  Émilie Dequenne – À perdre la raison
  -  Nina Hoss – La scelta di Barbara (Barbara)
  -  Margarethe Tiesel – Paradise: Love (Paradies: Liebe)
  -  Kate Winslet – Carnage
- 2013
  -  Veerle Baetens – Alabama Monroe - Una storia d'amore (The Broken Circle Breakdown)
  -  Keira Knightley – Anna Karenina
  -  Barbara Sukowa – Hannah Arendt
  -  Naomi Watts – The Impossible
  -  Luminița Gheorghiu – Il caso Kerenes (Poziţia copilului)
- 2014
  -  Marion Cotillard – Due giorni, una notte (Deux jours, une nuit)
  -  Marian Alverez – La herida
  -  Valeria Bruni Tedeschi – Il capitale umano
  -  Charlotte Gainsbourg – Nymphomaniac
  -  Agata Kulesza – Ida
  -  Agata Trzebuchowska – Ida
- 2015
  -  Charlotte Rampling – 45 anni (45 Years)
  -  Margherita Buy – Mia madre
  -  Laia Costa – Victoria
  -  Alicia Vikander – Ex Machina
  -  Rachel Weisz – Youth - La giovinezza (Youth)
- 2016
  -  Sandra Hüller – Vi presento Toni Erdmann (Toni Erdmann)
  -  Valeria Bruni Tedeschi – La pazza gioia
  -  Trine Dyrholm – La comune (Kollektivet)
  -  Isabelle Huppert – Elle
  -  Emma Suárez – Julieta
  -  Adriana Ugarte – Julieta
- 2017
  -  Alexandra Borbély – Corpo e anima (Testről és lélekről)
  -  Paula Beer – Frantz
  -  Juliette Binoche – L'amore secondo Isabelle (Un beau soleil intérieur)
  -  Isabelle Huppert – Happy End
  -  Florence Pugh – Lady Macbeth
- 2018
  -  Joanna Kulig – Cold War (Zimna wojna)
  -  Marie Bäumer – 3 Tage in Quiberon
  -  Halldóra Geirharðsdóttir – La donna elettrica (Kona fer í stríð)
  -  Bárbara Lennie – Petra
  -  Eva Melander – Border - Creature di confine (Gräns)
  -  Alba Rohrwacher – Lazzaro felice
- 2019
  -  Olivia Colman – La favorita (The Favourite)
  -  Trine Dyrholm – Dronningen
  -  Adèle Haenel – Ritratto della giovane in fiamme (Portrait de la jeune fille en feu)
  -  Noemie Merlant – Ritratto della giovane in fiamme (Portrait de la jeune fille en feu)
  -  Viktorija Mirošničenko – La ragazza d'autunno (Dylda)
  -  Helena Zengel – Systemsprenger

### Anni 2020
- 2020
  -  Paula Beer – Undine - Un amore per sempre (Undine)
  -  Natal'ja Berežnaja – DAU. Natasha
  -  Marta Nieto – Madre
  -  Nina Hoss – Schwesterlein
  -  Andrea Bræin Hovig – Håp
  -  Ane Dahl Torp – Charter
- 2021
  -  Jasna Đuričić – Quo vadis, Aida?
  -  Seidi Haarla – Scompartimento n. 6 - In viaggio con il destino (Hytti nro 6)
  -  Carey Mulligan – Una donna promettente (Promising Young Woman)
  -  Renate Reinsve – La persona peggiore del mondo (Verdens verste menneske)
  -  Agathe Rousselle – Titane
- 2022
  -  Vicky Krieps – Il corsetto dell'imperatrice (Corsage)
  -  Penélope Cruz –  Madres paralelas
  -  Zar Amir Ebrahimi – Holy Spider
  -  Meltem Kaptan – Una mamma contro G. W. Bush (Rabiye Kurnaz gegen George W. Bush)
  -  Léa Seydoux – Un bel mattino (Un beau matin)
- 2023
  -  Sandra Hüller – Anatomia di una caduta (Anatomie d'une chute)
  -  Leonie Benesch – La sala professori  (Das Lehrerzimmer)
  -  Ek'a Chavleishvili – Shashvi, shashvi, maq'vali
  -  Sandra Hüller – La zona d'interesse (The Zone of Interest)
  -  Mia McKenna-Bruce – How to Have Sex
  -  Alma Pöysti – Foglie al vento (Kuolleet lehdet)
- 2024
  -  Karla Sofía Gascón – Emilia Pérez
  -  Trine Dyrholm – Pigen med nålen
  -  Renate Reinsve – Armand
  -  Vic Carmen Sonne – Pigen med nålen
  -  Tilda Swinton – La stanza accanto (La habitación de al lado)